# Orto-Acetovanilona
Orto-Acetovanilona (2-hidroxi-3-metoxiacetofenona) é um composto químico orgânico com a fórmula C9H10O3, que é derivado a partir das estruturas tanto do guaiacol como da acetofenona (o-metoxifenol). É um derivado da acetofenona com um grupo hidroxila e um grupo metoxi adicionais. Difere da acetovanilona na posição do grupo hidroxilo. O prefixo orto indica a posição do grupo hidroxilo com respeito ao grupo acetilo, que na acetovanilona estes dois grupos estão na posição para. A estrutura corresponde analogamente as diferenças a o-vanilina e a vanilina.